# Campeonato Mundial de Ciclismo en Pista de 1921
El XXIV Campeonato Mundial de Ciclismo en Pista se celebró en Copenhague ( Dinamarca) entre el 30 de julio y el 8 de agosto de 1921 bajo la organización de la Unión Ciclista Internacional (UCI) y la Federación Danesa de Ciclismo.
Las competiciones se realizaron en el Velódromo de Ordrup de la capital danesa. En total se disputaron 3 pruebas, 2 para ciclistas profesionales y 1 para ciclistas amateur.

## Medallistas

### Profesional
| Evento               | Oro                          | Plata                   | Bronce                 |
| -------------------- | ---------------------------- | ----------------------- | ---------------------- |
| Velocidad individual | Piet Moeskops · Países Bajos | Robert Spears Australia | Pierre Sergent Francia |
| Medio fondo          | Victor Linart · Bélgica      | Paul Suter · Suiza      | Paul Guignard Francia  |

### Amateur
| Evento               | Oro                      | Plata                   | Bronce                        |
| -------------------- | ------------------------ | ----------------------- | ----------------------------- |
| Velocidad individual | Brask Andersen Dinamarca | Erik Kjeldsen Dinamarca | Johan Norman Hansen Dinamarca |

## Medallero
| Núm. | País         | Oro | Plata | Bronce | Total |
| ---- | ------------ | --- | ----- | ------ | ----- |
| 1    | Dinamarca    | 1   | 1     | 1      | 3     |
| 2    | Bélgica      | 1   | 0     | 0      | 1     |
| 2    | Países Bajos | 1   | 0     | 0      | 1     |
| 4    | Australia    | 0   | 1     | 0      | 1     |
| 4    | Suiza        | 0   | 1     | 0      | 1     |
| 6    | Francia      | 0   | 0     | 2      | 2     |
|      | TOTAL        | 3   | 3     | 3      | 9     |